# Baye de Clarens
Die Baye de Clarens ist ein rund acht Kilometer langer Wildbach im Bezirk Riviera-Pays-d’Enhaut im Kanton Waadt in der Schweiz. Sie mündet in den Genfersee und ist somit ein Zufluss der Rhone.

## Name
Der seltene Gewässername baye geht so wie zahlreiche andere Namensformen im frankoprovenzalischen Sprachraum auf spät- bzw. vulgärlateinisch bedum für «Bach, Kanal» zurück. Der Name kommt auch noch bei der nahe gelegenen Baye de Montreux, beim Wildbach Bay bei Les Diablerets in den Waadtländer Alpen und beim Fluss Baye in den französischen Departementen Tarn-et-Garonne und Aveyron vor. Verwandte Gewässernamen sind etwa bied wie beim Bied im Jura oder bisse für Bewässerungskanäle im Kanton Wallis.

## Geographie

### Verlauf
Die Baye de Clarens entspringt oberhalb des Weilers Bains-de-l’Alliaz auf dem Gebiet der Gemeinde Blonay – Saint-Légier in einer Höhe von ca. 1220 m ü. M. südwestlich des Bergsattels von Pautex. Ein Abschnitt des Baches ist unter dem Parkplatz Pautex bzw. der Strasse Route de Sainte-Hélène eingedolt. Einen halben Kilometer weiter westlich entspringt der Nebenbach Ruisseau des Tenasses im national bedeutenden Moorgebiet Les Tenasses, wo eine Hochmoorfläche und ein Flachmoor erhalten sind. Im Tal fliesst die Baye de Clarens südwärts durch ein bewaldetes Tal und nimmt mehrere kleine Bäche auf, die an den östlichen Hängen des Les Pléiades (1360 m ü. M.) sowie am Westhang des Le Folly (1730 m ü. M.) entspringen. Am östlichen Ufer liegt der Weiler Bains-de-l’Alliaz mit einer Schwefelquelle, die von 1811 bis zum Zweiten Weltkrieg als Kurbad genutzt wurde.
Ab hier bildet sie die Grenze zwischen Blonay – Saint-Légier und Montreux. Bei Villard-sur-Chamby (Montreux) nimmt sie den rund 3,5 Kilometer langen Wildbach Avessan auf und fliesst jetzt in westlicher Richtung. Von den steilen Talflanken nimmt sie weitere Bäche auf, die auf der rechten Seite am Südhang der Pléiades und links am Nordhang des Cubly entspringen.
Bei Blonay macht der Bach einen Bogen nach links und tritt nun in das Gebiet der Stadt Montreux ein. Er fliesst zwei Kilometer weit nach Süden und mündet auf (372 m ü. M.) bei Clarens über einem kleinen Schwemmkegel in den Genfersee. Um 2019 wurde das von 1834 bis 1852 verbaute und mit Sohlschwellen und Abstürzen gesicherte Bachbett am Unterlauf renaturiert, so dass der Wildbach das Geschiebe wieder über das Delta im Genfersee ablagern kann.
Im 19. Jahrhundert trieb der Bach Wasserwerke einer Marmorschleiferei, einer Ölmühle und eines Sägewerks an.

### Einzugsgebiet, Geologie
Das Einzugsgebiet hat eine Fläche von 14,4 Quadratkilometern. Es grenzt im Osten an jenes der Baye de Montreux und im Norden und Westen an jenes der Veveyse, die beide ebenfalls in den Genfersee münden.
Das Berggebiet am Rand der Waadtländer Voralpen west eine komplizierte geologische Struktur auf. Der in den tiefen Schluchten der Baye de Clarens und auch der Veveyse aufgeschlossene Untergrund besteht vorwiegend aus Kalkschichten der helvetischen Decken und daran anschliessenden Ablagerungen von Molasse und Flysch, besonders mit der Formation des Gurnigel-Flysch. Am Oberlauf der Baye de Clarens tritt aus Gipsschichten eine mineralhaltige Quelle aus, die im dortigen Heilbad genutzt wurde. Die Berglandschaft am rechten Genferseeufer ist auf weiten Zonen, auch an der Baye de Clarens, von Moränen des Rhonegletschers bedeckt. Im Tal der Baye de Clarens entstand ein bedeutendes Vorkommen von Kalktuff.

### Zuflüsse
- Ruisseau des Tenasses (rechts)
- Ruisseau de Patelliau oder Pateillaud (links)

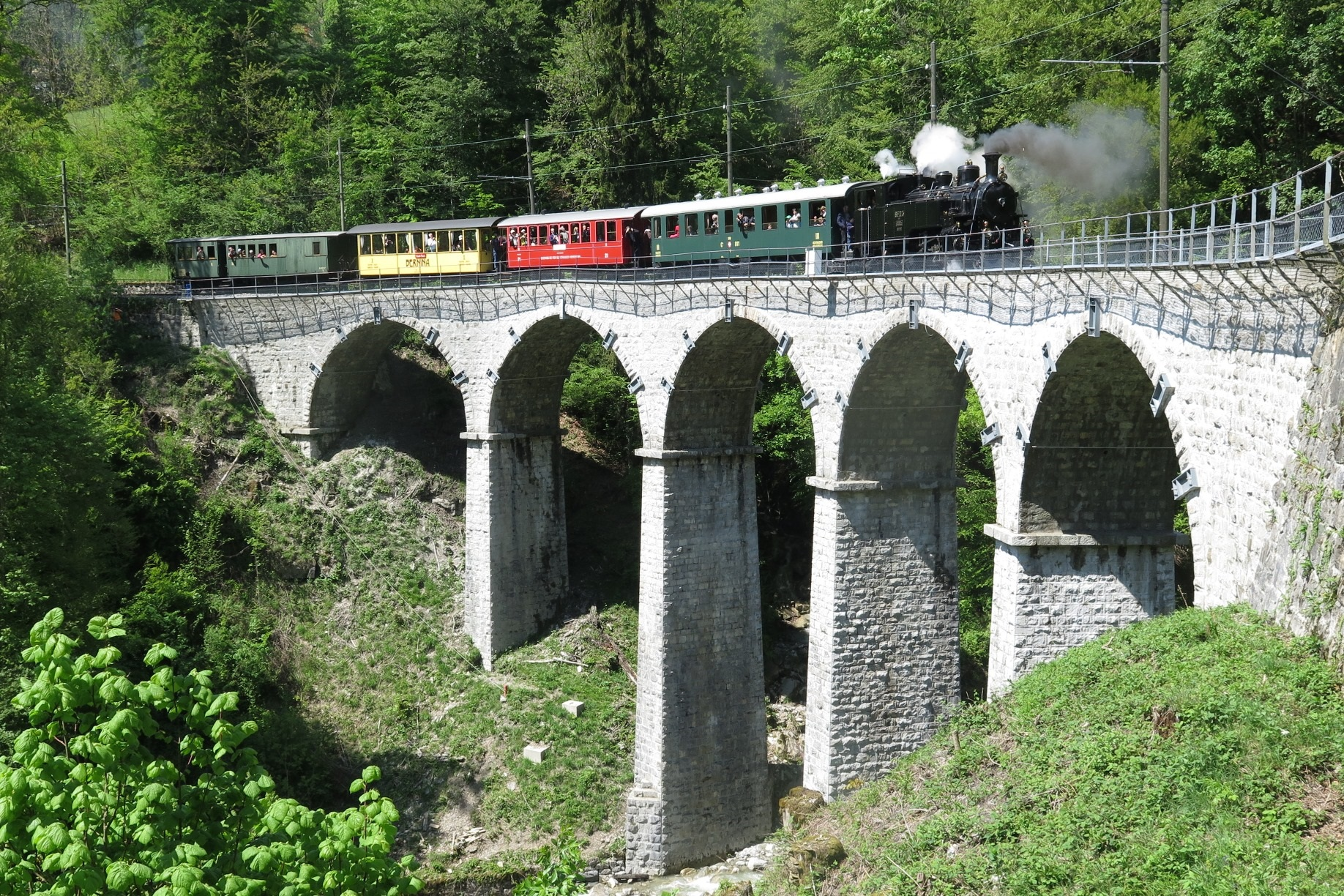
Viadukt der Bahnstrecke Blonay–Chamby

- Ruisseau des Cornes (rechts)
- Le Rancenet (links)
- Ruisseau de Vurzis (links)
- L’Avessan oder Adversau (links)
- Le Decataliau (rechts)
- Ruisseau de Brent (links)
- Ruisseau de Planchamp (links)

## Übergänge
Der Bach wird in seinem Verlauf von 19 Brücken und Stegen überquert. Die bedeutendsten Kunstbauten sind die alte Strassenbrücke bei Brent, die 1970 in Betrieb genommene Brücke Pont sur la Baye de Clarens der Autobahn A9, die Brücke der Simplonbahn und die Strassenbrücke der Rue du Lac (deutsch «Seestrasse»; Hauptstrasse 9). Der 1902 gebaute historische Bahnviadukt der Schmalspurstrecke Blonay-Chamby wurde wegen schwerer Schäden im Jahr 2024 instand gesetzt.